# A Spanish Piece
„A Spanish Piece” (Hiszpański kawałek) – krótki, blisko minutowy, utwór brytyjskiej grupy Pink Floyd, pochodzący ze ścieżki dźwiękowej do filmu „More” z 1969 roku. Instrumental zawierający typowo hiszpański riff, któremu w tle towarzyszy wokaliza Davida Gilmoura.
W trakcie utworu słychać szept mówiący „Pass the Tequila Manuel” (pol. podaj Tequilę, Manuelu). W rzeczywistości jest to drink meksykański, mimo że tytuł piosenki sugeruje, iż jest ona hiszpańskim kawałkiem.
„A Spanish Piece” jest pierwszym utworem napisanym dla Pink Floyd, przed Davida Gilmoura.